# شهرک اسلام‌آباد (دشتیاری)
شهرک اسلام‌آباد، روستایی در دهستان نگور بخش مرکزی شهرستان دشتیاری در استان سیستان و بلوچستان ایران است.

## جمعیت
بر پایه سرشماری عمومی نفوس و مسکن در سال ۱۳۹۵، جمعیت این روستا برابر با ۷۳۷ نفر (۱۷۵ خانوار) بوده‌است.